# Dżama’at at-Tauhid wa-al-Dżihad
Dżama’at at-Tauhid wa-al-Dżihad (tłum. Organizacja Jednobóstwa i Dżihadu) – dżihadystyczna organizacja założona przez Abu Musaba az-Zarkawiego w 1999 roku.
Przez większość czasu funkcjonowała ona bez określonej nazwy, którą przybrała dopiero 13 maja 2004 roku, na parę miesięcy przed przekształceniem w filię Al-Ka’idy znanej jako Tanzim Ka’idat al-Dżihad fi Bilad ar-Rafidajn lub inaczej Al-Ka’ida w Mezopotamii/Iraku.

## Historia
Wywodzi się z grupy fundamentalistów religijnych przetrzymywanych w jordańskim więzieniu Al-Dżafr, którzy skupili się wokół postaci Abu Muhammada al-Makdisiego oraz Abu Musaba az-Zarkawiego - wcześniej członków Bajat al-Imam.
W 1999 roku, w związku z amnestią z okazji koronacji Abd Allaha II, zostali oni wypuszczeni na wolność. Niedługo potem założyli oni obóz szkoleniowy niedaleko afgańskiego Heratu, który po amerykańskiej inwazji przenieśli na terytoria rządzone przez Ansar al-Islam w południowym irackim Kurdystanie.
II wojna w Zatoce Perskiej spowodowała rozbicie obozu przez siły amerykańsko-kurdyjskie i przejście organizacji do organizacji krwawych zamachów mających na celu wywołanie napięć między sunnitami a szyitami.
Organizacja jest odpowiedzialna m.in. za atak na jordańską ambasadę i bagdadzką siedzibę ONZ w 2003 roku, zamachy podczas Aszury w 2004 roku czy zamordowanie Nicholasa Berga.
Przekształcona w Al-Ka’idę w Iraku 17 października 2004 roku.